# Кнежевич, Радован
Радован «Тихи» Кнежевич (серб. Радован «Тихи» Кнежевић; 7 октября 1916, Котурич — 18 декабря 1988, Осиек) — югославский военачальник, генерал-майор Югославской народной армии, участник Народно-освободительной войны Югославии. Народный герой Югославии.

## Биография
Родился 7 октября 1916 в селе Котурич близ Дарувара. Окончил авиационную школу, нёс службу в ВВС Королевства Югославии в составе технического персонала. В апреле 1941 года вступил в войну против Германии, но попал в плен сначала к немцам, а затем к итальянцам. После капитуляции Югославии был отправлен в тюрьму в Сараево и Белграде, но сбежал оттуда и вернулся в родное село. На горе Равне нашёл для себя убежище от усташей. В октябре 1941 года начал сотрудничество с партизанскими войсками, работал преимущественно охранником складов. После установления контакта с руководством Народно-освободительного движения начал закупать оружие, припасы и униформу.
В декабре 1941 года заступил на службу в Папуцкую роту Славонского партизанского отряда. В конце 1941 — начале 1942 годов работал курьером между Суньской и Папуцкой ротами, а также призывал добровольцев в армию. В феврале 1942 года назначен командиром 3-й роты 2-го батальона Славонского партизанского отряда. В мае 1942 года на Враном-Камене был официально принято в КПЮ. С мая 1942 года занимал должность командира 3-го батальона Славонского партизанского отряда, в середине 1942 года был назначен на должность командира 2-го отряда 3-й оперативной зоны. Весной 1943 года возглавил 16-ю молодёжную бригаду имени Йожи Влаховича. Некоторое время занимал должность командира 12-й славонской дивизии.
Как солдат Папуцкой роты, сражался близ сёл Бучье и Верховец в 1941 году. Командуя ротой, участвовал в битвах при Бастаях и Поповицах, а также в Папуцко-Крндийской оборонительной операции апреля 1942 года. Командовал батальоном в битвах при Джуловаце и Сираче, участвовал в подрывах железной дороги Белград-Загреб. Неоднократно со своими войсками атаковал вражеские транспортные колонны, успешно командовал молодёжной бригадой в битвах за Вочин, Окучани, Вировитицу и Гарешницу.
После войны занимал должность командира 12-й дивизии, помощника начальника управления в Государственном секретариате Народной обороны, командир военного отделения и другие должности в Югославской народной армии. В отставку вышел в звании генерал-майора, проживал в Белграде. Скончался 18 декабря 1988 в Осиеке.
Был награждён медалью «Партизанская память 1941» и рядом других орденов и медалей. Орден Народного героя Югославии и одноимённое звание получил 27 ноября 1953.